# Grasbeuren
Die Ortschaft Grasbeuren ist ein Teilort der Gemeinde Salem im baden-württembergischen Bodenseekreis in Deutschland.

## Geographie

### Geographische Lage
Grasbeuren ist der südlichst gelegene Teilort der Gemeinde Salem. Bis zur Stadt Meersburg und dem Bodensee sind es fünf Kilometer, Überlingen befindet sich in zwölf Kilometer Entfernung.

### Gliederung
Zu Grasbeuren gehören das Dorf Grasbeuren sowie die Häuser Grasbeuren, Bahnstation, In der Kürze und In der Roggenbreite.

### Ausdehnung des Gebiets
Die Gesamtfläche der Gemarkung Grasbeuren beträgt 347 Hektar (Stand: 30. November 2011).

## Geschichte
1179 wurde Grasbeuren zum ersten Mal urkundlich erwähnt. Zu dieser Zeit übertrug das Kloster Kreuzlingen die Schirmherrschaft über die Raumschaft Grasbeuren an Herzog Friedrich von Schwaben.
Grasbeuren wurde am 1. Januar 1973 nach Salem eingemeindet.

### Einwohnerentwicklung
Die Einwohnerzahl beträgt derzeit 356 (Stand 31. Dezember 2024).
| Jahr | Einwohnerzahlen |
| ---- | --------------- |
| 1961 | 158             |
| 1970 | 240             |
| 2007 | 370             |
| 2010 | 371             |
| 2011 | 364             |
| 2012 | 370             |
| 2013 | 362             |
| 2014 | 368             |
| 2015 | 367             |
| 2016 | 369             |

## Politik

### Gemeinderat
Bei der Kommunalwahl am 25. Mai 2014 konnten Petra Herter (CDU) und Klaus Hoher (FDP) in den Salemer Gemeinderat einziehen.
Seit 16. März 2016 ist Klaus Hoher (FDP) Mitglied des Landtages Baden-Württemberg (MdL).

### Ortsreferent
Der gewählte Vertreter des Ortes ist seit 1. Mai 2025 Annette Spitzig.

### Wappen
Das Grasbeurer Wappen, die drei Sicheln auf rotem Feld, soll auf die Zeit von 1211 bis 1306 zurückgehen.
Die Blasonierung lautet: In Rot drei (2:1) nach links gekehrte silberne Sicheln mit goldenem Griff.

## Kultur und Sehenswürdigkeiten

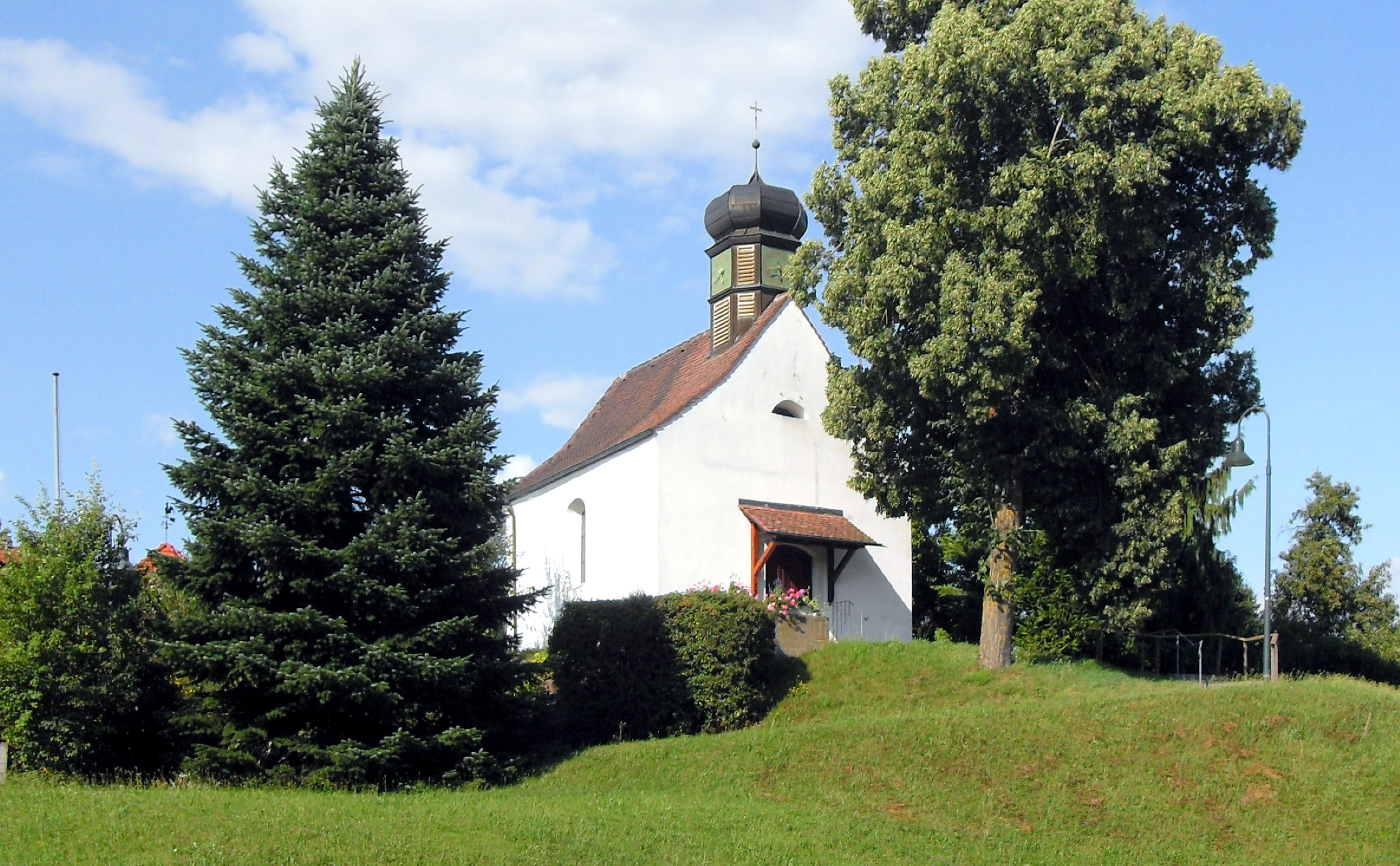
Kapelle St. Georg Grasbeuren

### Vereine
Grasbeuren besitzt einen eigenen Narrenverein. Im Mittelpunkt des alljährlichen karnevalistischen Treibens steht der „Grasbeurer Gablemale“. Am 22. Februar 2009 wurde der 33. Geburtstag des Narrenvereins mit dem großen „Umzug der Salemer Vereine“ gefeiert.
Des Weiteren gibt es den Reit- und Fahrclub Grasbeuren, der alljährlich ein Reit- und Fahrturnier ausrichtet.

### Regelmäßige Veranstaltungen
- Während der Fastnachtszeit finden mehrere Veranstaltungen im Ortskern statt.
- Am ersten Wochenende im Monat Mai veranstaltet der Narrenverein eine Wanderung.
- Am letzten Wochenende vor den Sommerferien findet das Kindergartenfest statt.
- Im Spätsommer wird das alljährliche Brunnenfest abgehalten.

## Wirtschaft und Infrastruktur

### Ansässige Unternehmen
Grasbeuren verfügt über je zwei Unternehmen aus dem Bereich Tiefbau und dem Gaststättengewerbe. Die Dorfstruktur ist geprägt durch mehrere landwirtschaftliche Betriebe sowie einige private Gewerbebetriebe.

### Bildung
Grasbeuren besitzt einen Kindergarten, der im ehemaligen Schulgebäude von Grasbeuren untergebracht ist. Das frühere Schulgebäude wird auch vom ortsansässigen Narrenverein zur Austragung seiner Veranstaltungen genutzt. Zum Kindergarten gehört auch ein großer Spielplatz mit diversen Spielgeräten, ein Fußballplatz sowie eine Turnhalle. Zum Dorf zählt auch ein privates Bulldog-Museum.